# Tisdale, Saskatchewan
Tisdale är en ort i Kanada.   Den ligger i provinsen Saskatchewan, i den centrala delen av landet, 2 200 km väster om huvudstaden Ottawa. Tisdale ligger 448 meter över havet och antalet invånare är 2 862.
Terrängen runt Tisdale är platt, och sluttar norrut. Runt Tisdale är det ganska tätbefolkat, med 179 invånare per kvadratkilometer.. Tisdale är det största samhället i trakten.
Trakten runt Tisdale består till största delen av jordbruksmark.